# Capela dos Ossos

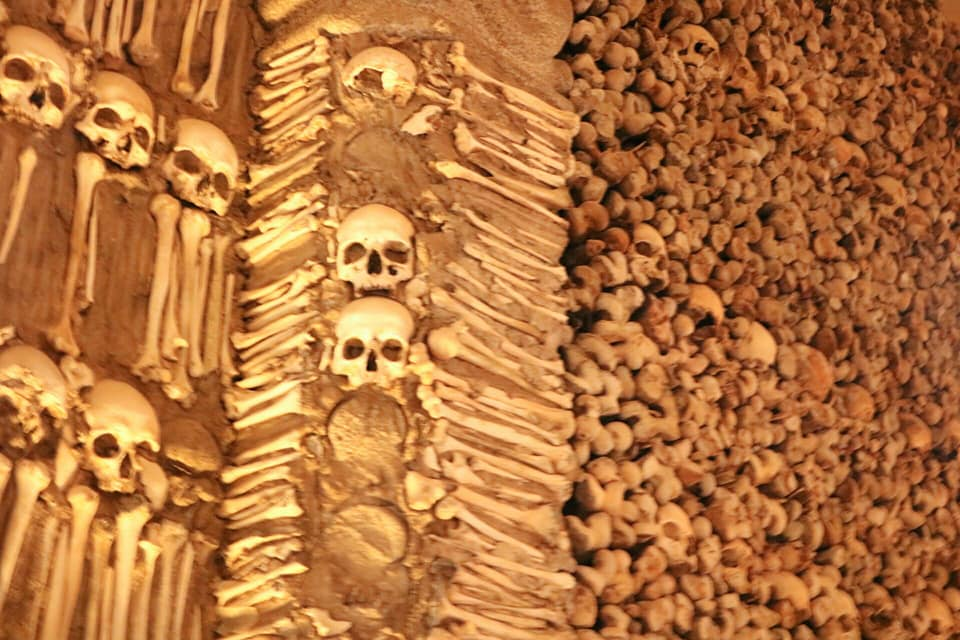
Visão das Paredes Interiores

A Capela dos Ossos é um dos mais conhecidos monumentos de Évora, em Portugal, estando integrada no Convento e Igreja de São Francisco de Évora.
A Igreja de São Francisco está classificada como Monumento Nacional desde 1910.

## História
A Capela dos Ossos foi construída no século XVII por iniciativa de três monges franciscanos que, dentro do espírito da altura (contrarreforma religiosa, de acordo com as normativas do Concílio de Trento), pretendeu transmitir a mensagem da transitoriedade da vida, tal como se depreende do célebre aviso à entrada: "Nós ossos que aqui estamos pelos vossos esperamos". Além da questão espiritual, também havia uma questão física, qual seja;  existiam, na região de Évora, quarenta e dois cemitérios monásticos que estavam a ocupar demasiado espaço e locais estratégicos que muitos pretendiam utilizar para outros fins. Assim, decidiram retirar os esqueletos da terra e usá-los para construir e decorar a capela.

## Descrição
A capela, construída no local do primitivo dormitório fradesco, é formada por 3 naves de 18,70 m de comprimento e 11m de largura, entrando a luz por três pequenas frestas do lado esquerdo.
As suas paredes e os oito pilares estão "decorados" com ossos e crânios ligados por cimento pardo. As abóbadas são de tijolo rebocado a branco, pintadas com motivos alegóricos à morte. É um monumento de uma arquitectura penitencial de arcarias ornamentadas com filas de caveiras, cornijas e naves brancas. Foi calculado à volta de cinco mil ossos, entre crânios, vértebras, fémures e outros, provenientes dos cemitérios, situados em igrejas e conventos da cidade, e que foram ligados com cimento pardo e estão dispostos pelas paredes, tecto, colunas e mesmo no exterior. Há, ainda dois esqueletos inteiros pendurados por correntes em uma das paredes, sendo um deles, o de uma criança.
A capela era dedicada ao Senhor dos Passos, imagem conhecida na cidade como Senhor Jesus da Casa dos Ossos, que impressiona pela expressividade com que representa o sofrimento de Jesus Cristo, na sua caminhada com a cruz até ao calvário.

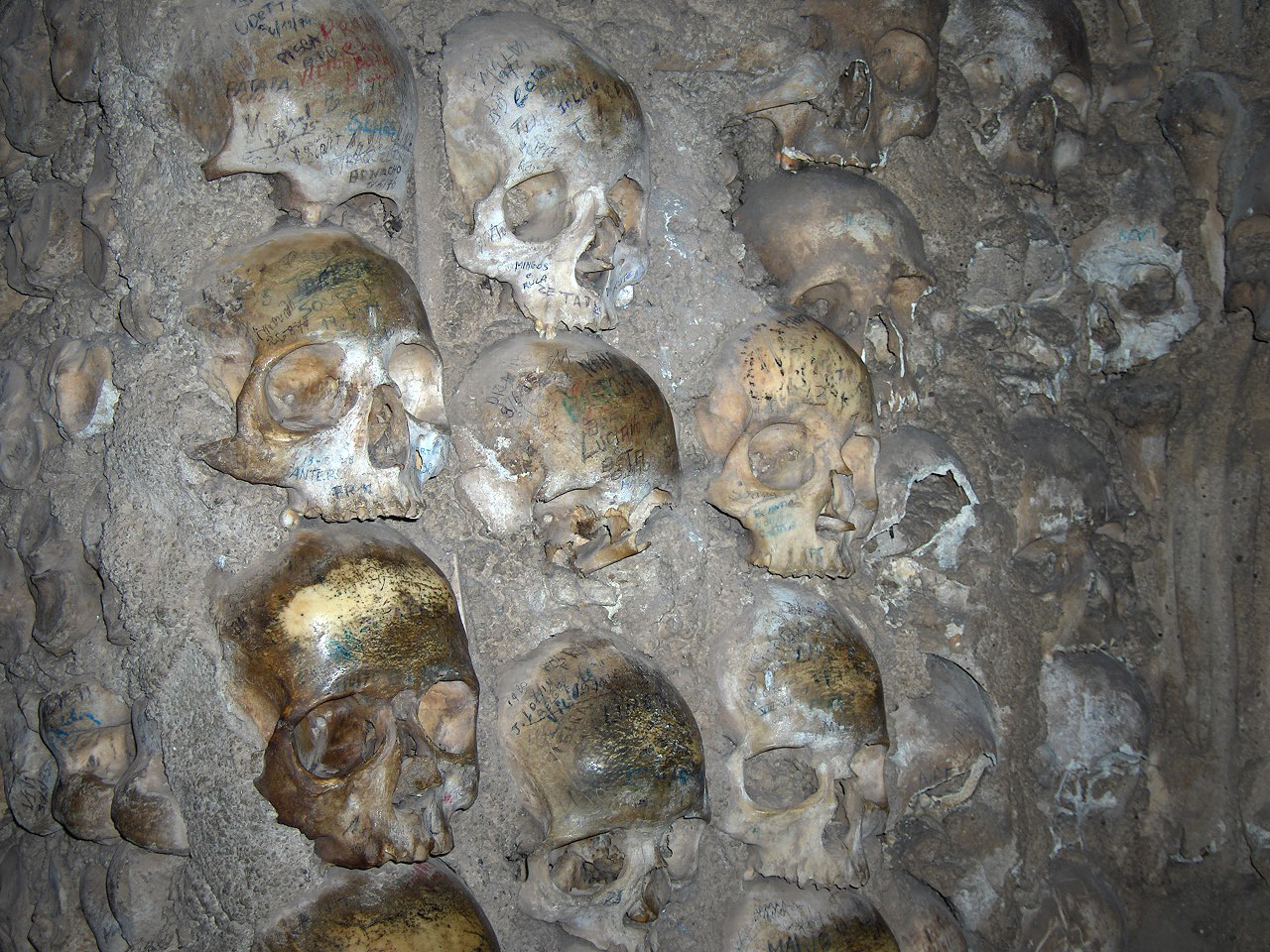
Parede da Capela

Entre julho de 2014 e outubro de 2015, a capela passou uma reforma avaliada em €3,5 milhões, para o restauro de danos ocorridos com o tempo e construção de um museu de arte sacra e outro para exposições temporárias.

### Poema sobre as caveiras

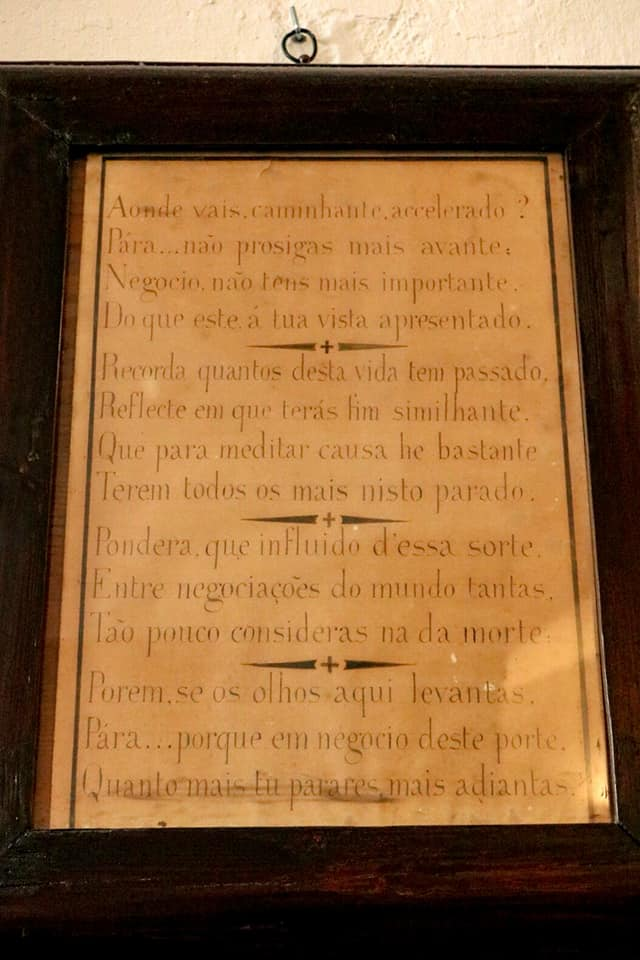
Poema sobre a Existência à entrada da Capela

## Poemas dentro da capela

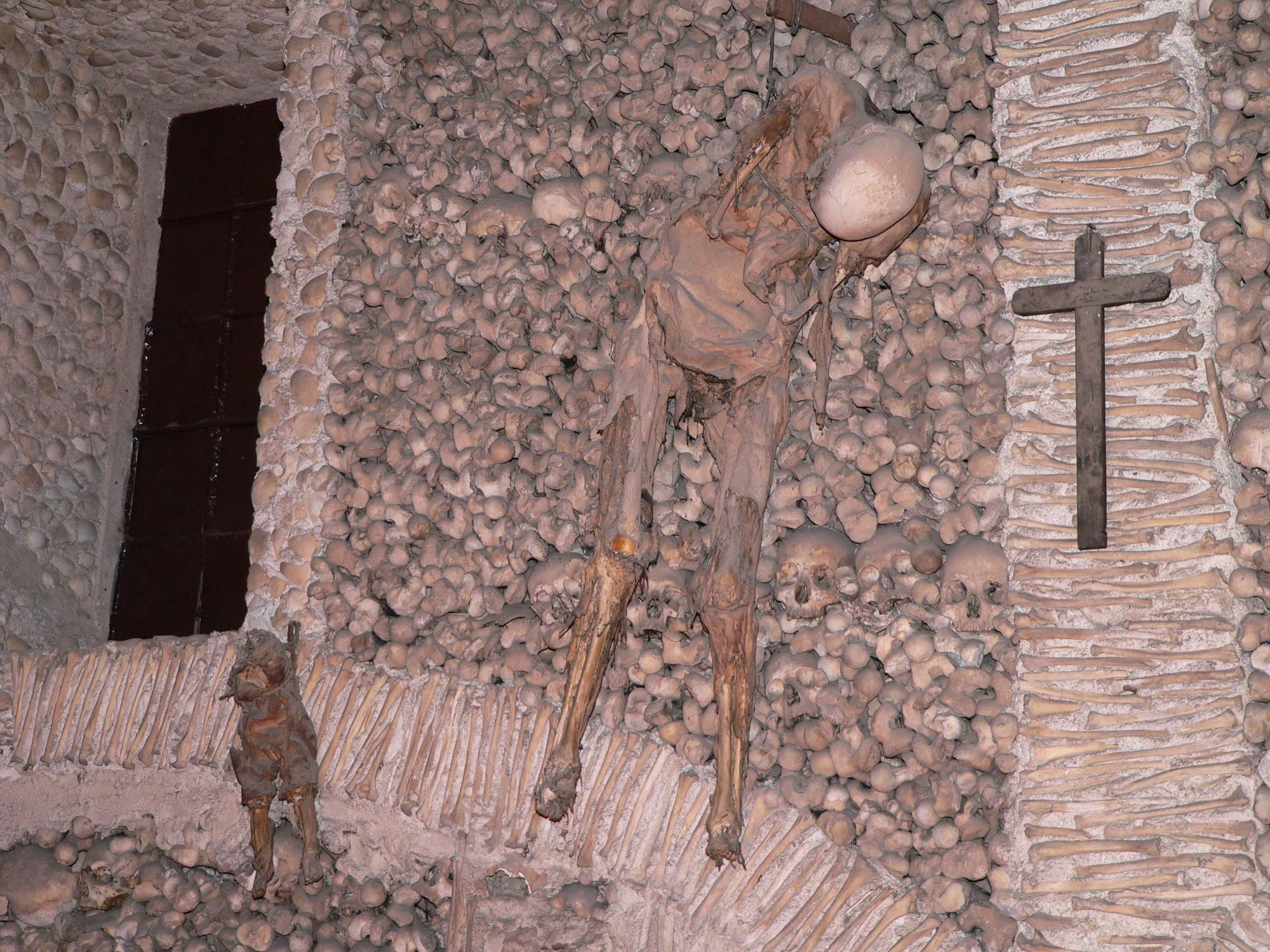
Esqueletos: para refletir sobre a transitoriedade da vida

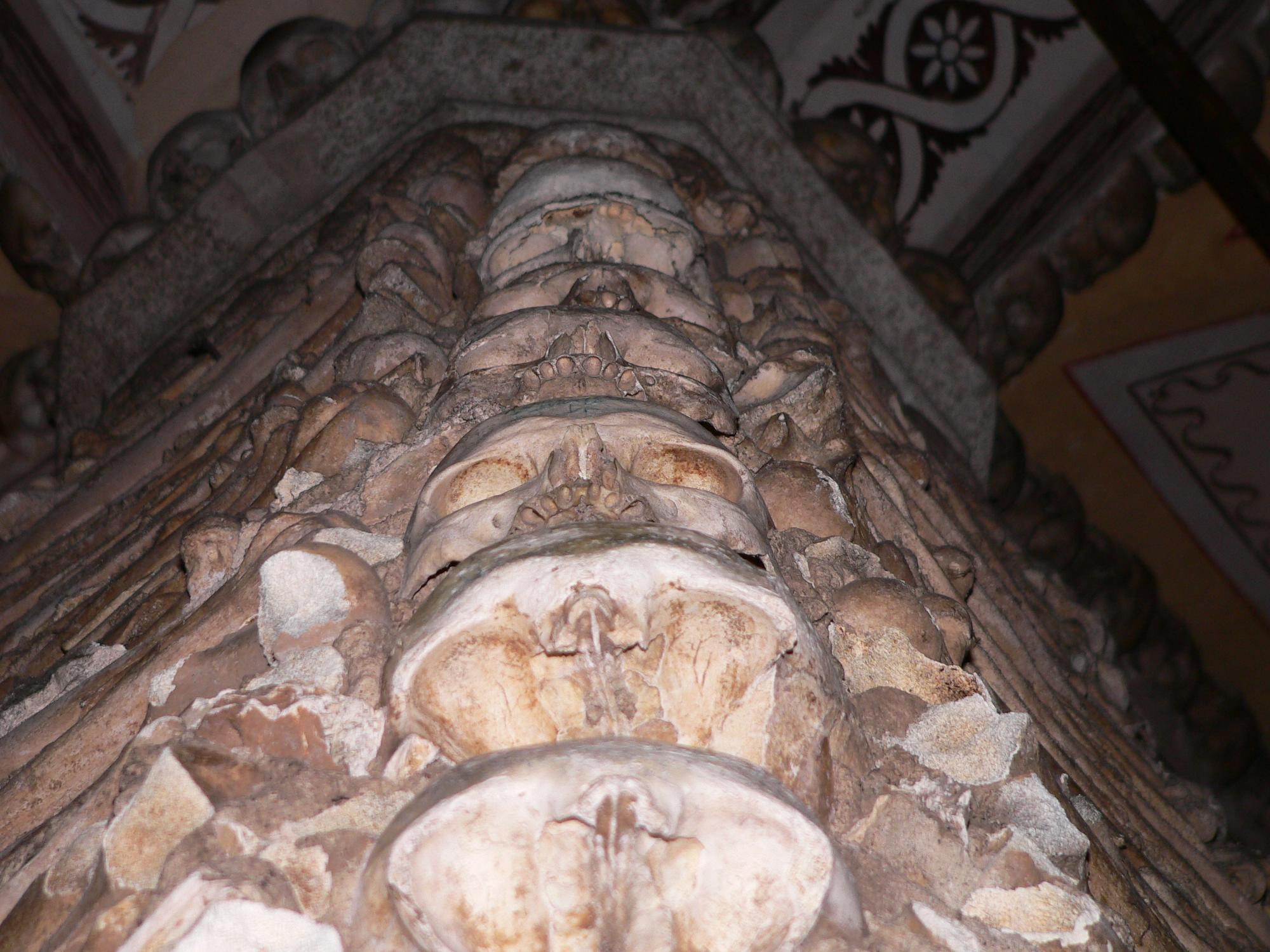
Coluna de caveiras

### Poema sobre as caveiras[8]
As caveiras descarnadas

São a minha companhia,

Trago-as de noite e de dia

Na memória retratadas

Muitas foram respeitadas

No mundo por seus talentos,

E outros vãos ornamentos,

Que serviram à vaidade,

E talvez…na eternidade

Sejam causa de seus tormentos.

### Poema sobre a existência[8]
Aonde vais, caminhante, acelerado?

Pára…não prossigas mais avante;

Negócio, não tens mais importante,

Do que este, à tua vista apresentado.
Recorda quantos desta vida tem passado,

Reflete em que terás fim semelhante,

Que para meditar causa é bastante

Terem todos mais nisto parado.
Pondera, que influído d'essa sorte,

Entre negociações do mundo tantas,

Tão pouco consideras na morte;

Porém, se os olhos aqui levantas,

Pára…porque em negócio deste porte,

Quanto mais tu parares, mais adiantas.
Este soneto é atribuído ao Padre António da Ascensão Teles, pároco da freguesia de São Pedro (na igreja de São Francisco) entre 1845 e 1848.

## Galeria de imagens

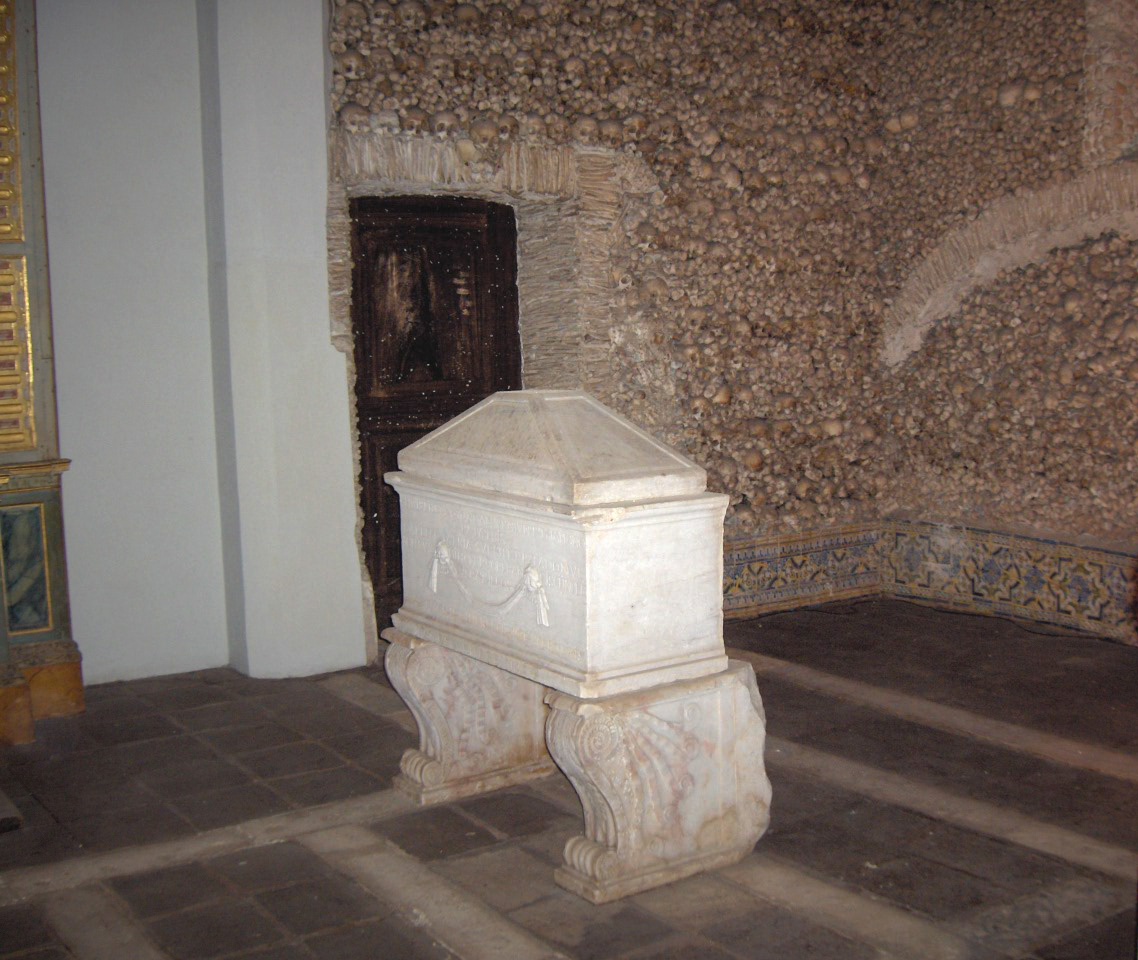
Ossário com os ossos dos monges fundadores

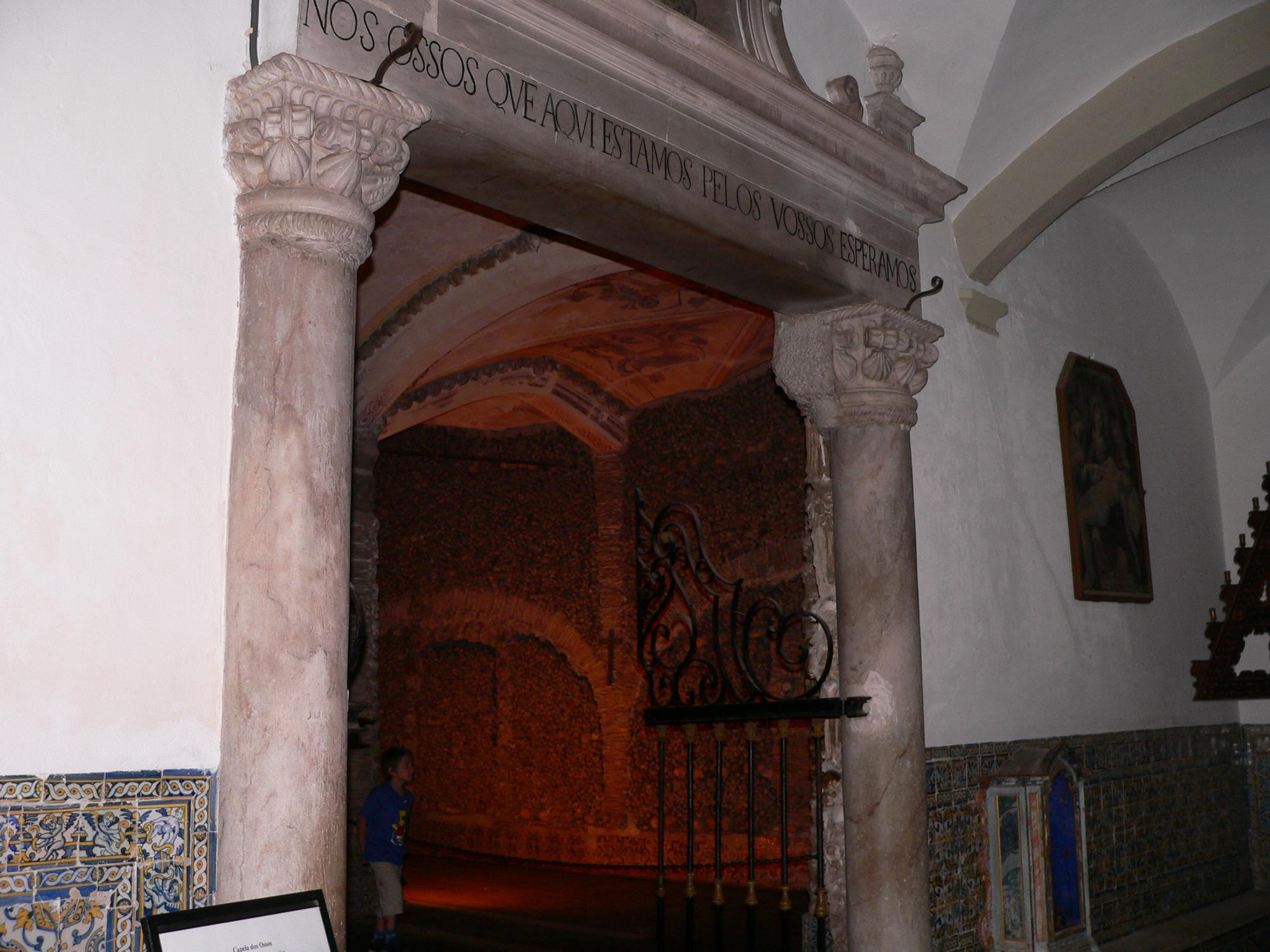
Entrada
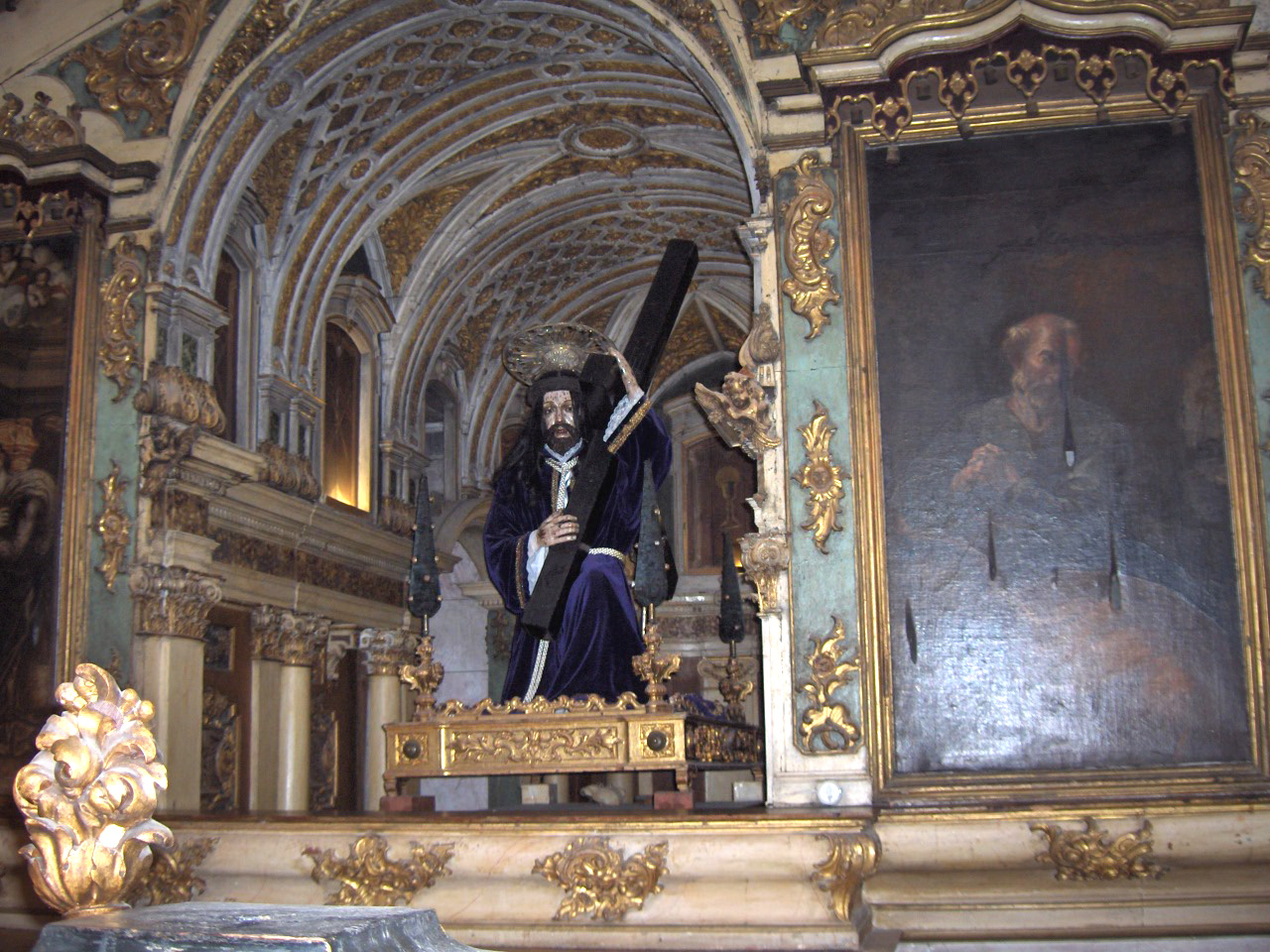
Imagem do Senhor Jesus da Capela dos Ossos
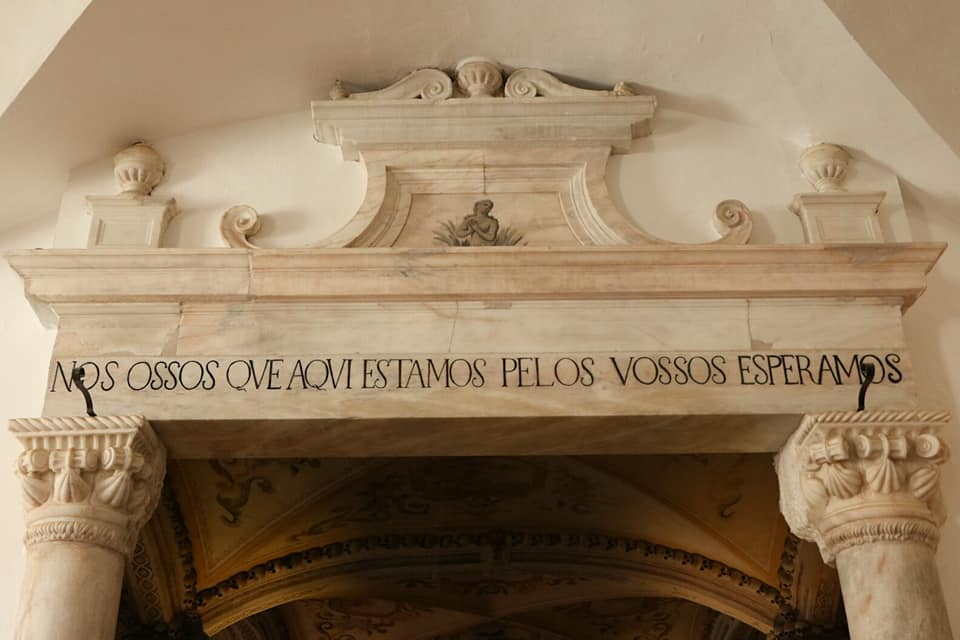
Inscrição sobre a porta de entrada: "Nós ossos que aqui estamos pelos vossos esperamos."
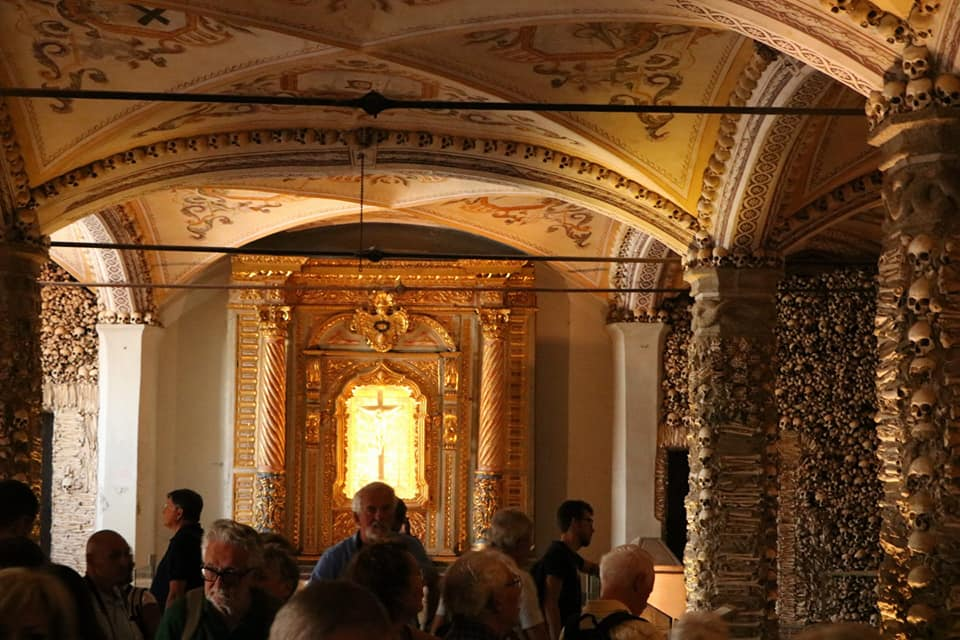
Visão Geral da Capela